# Volksbank Sauerland
Die Volksbank Sauerland ist eine Genossenschaftsbank mit Sitz in Schmallenberg. Ihr Geschäftsgebiet umfasst weite Teile des Hochsauerlandkreises.

## Geschichte
Die Volksbank Sauerland eG entstand im Jahr 2009 durch die Fusion der Volksbank Arnsberg-Sundern und der ehemaligen Volksbank Sauerland. Die angestrebte Fusion der Volksbank Sauerland eG und der Volksbank Hellweg eG ist im Oktober 2013 gescheitert. Im Jahr 2022 beschlossen die Gremien der Volksbank Sauerland und der Volksbank Bigge-Lenne die Fusion unter dem gemeinsamen Namen „Volksbank Sauerland“.